# Distrikt Huayacundo Arma
Der Distrikt Huayacundo Arma liegt in der Provinz Huaytará in der Region Huancavelica in Südzentral-Peru. Der Distrikt wurde am 9. Februar 1962 gegründet. Er besitzt eine Fläche von 37,7 km². Beim Zensus 2017 wurden 468 Einwohner gezählt. Im Jahr 1993 lag die Einwohnerzahl bei 458, im Jahr 2007 bei 451. Sitz der Distriktverwaltung ist die 3150 m hoch gelegene Ortschaft Huayacundo Arma mit 282 Einwohnern (Stand 2017). Huayacundo Arma liegt knapp 9 km nordnordöstlich der Provinzhauptstadt Huaytará.

## Geographische Lage
Der Distrikt Huayacundo Arma liegt in der peruanischen Westkordillere im zentralen Nordwesten der Provinz Huaytará. Der Distrikt liegt am Ostufer des nach Südwesten fließenden Río Quito Arma.
Der Distrikt Huayacundo Arma grenzt im Nordwesten an den Distrikt Quito-Arma, im Norden an den Distrikt San Antonio de Cusicancha sowie im Südosten und im Süden an den Distrikt Huaytará.